# 열기구 모함

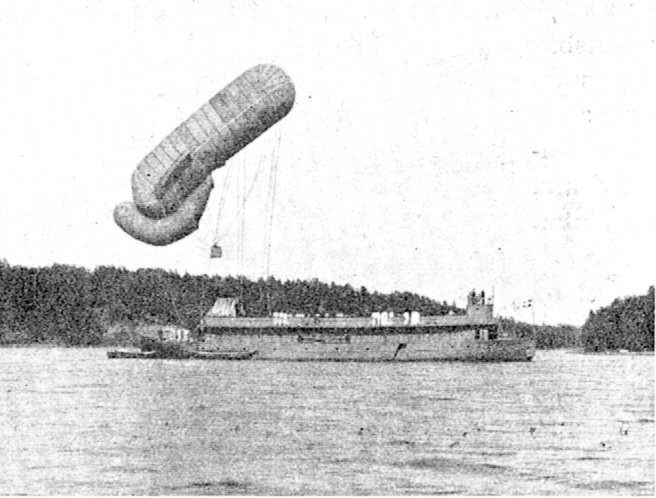
1907년 스웨덴 포로 열기구 모함

열기구 모함, 기구모함, 벌룬 캐리어(balloon carrier)는 열기구를 장착한 선박으로, 일반적으로 밧줄이나 케이블로 배에 묶여 관찰에 사용된다. 19세기 후반과 20세기 초에 이 배는 주변 바다를 가장 멀리 볼 수 있도록 건조되었다. 여러 번의 실험을 거쳐 이 유형은 1900년대 초반에 공식화되었으나 제1차 세계 대전이 시작되면서 곧 수상기모함과 일반 항공모함의 개발로 대체되었다.

## 같이 보기
- 조색기구